# Typhlodromus bondarenkoi
Typhlodromus bondarenkoi är en spindeldjursart som först beskrevs av Arutunjan 1973.  Typhlodromus bondarenkoi ingår i släktet Typhlodromus och familjen Phytoseiidae. Inga underarter finns listade i Catalogue of Life.